# Guerra di successione brabantina
La guerra di successione brabantina (in olandese: Brabantse Successieoorlog) fu un conflitto verificatosi per la successione al Ducato di Brabante tra il 1356 e il 1357, dopo la morte del duca Giovanni III.

## Antefatti
Giovanni III, duca di Brabante dal 1312 al 1355, ebbe tre figli maschi (Giovanni, Enrico e Goffredo), che tuttavia morirono prematuramente prima del padre, lasciando così in vita alla sua morte solo le sue tre figlie: 
- Giovanna, consorte di Venceslao I, duca di Lussemburgo
- Margherita, consorte di Luigi II, conte di Fiandra
- Maria, consorte di Reginaldo III, duca di Gheldria[1]

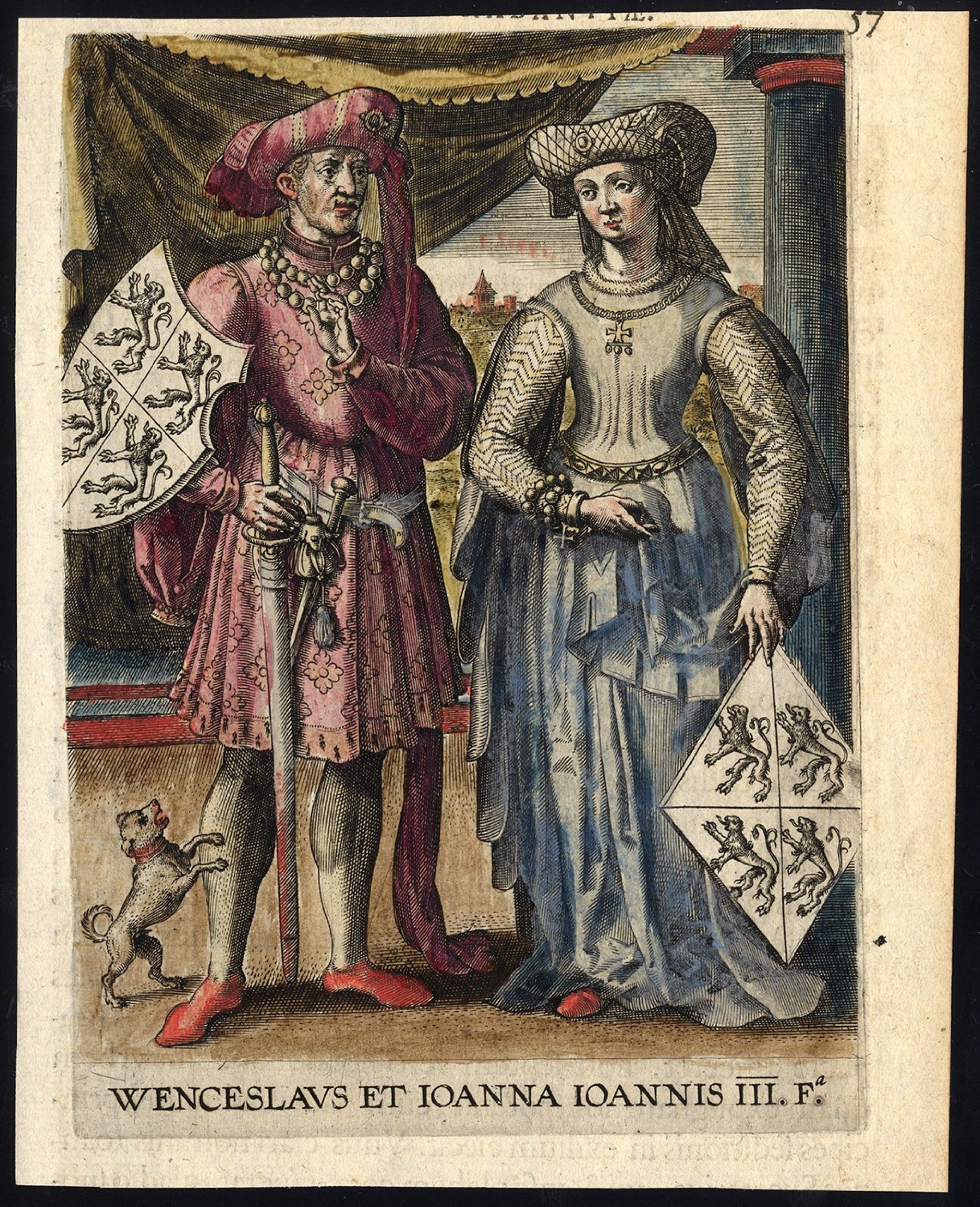
Giovanna e Venceslao

Secondo la legge salica che vigeva nel Sacro Romano Impero, solo gli eredi maschi potevano ereditare il trono di un feudo. Tuttavia, dal XIII secolo, diversi imperatori e signori feudali incominciarono a nominare propri successori anche le loro figlie, o talvolta i loro mariti. Ad ogni modo, diverse signorie tedesche cercarono di contrastare questa nuova usanza, sostenendo invece la legge salica. Infatti, ogni qualvolta il trono di una signoria doveva essere trasmesso a una donna, il feudatario doveva chiedere il beneplacito al proprio signore. Nel 1204, ad esempio, Filippo di Svevia, re dei Romani dal 1198 al 1208, concesse a Enrico I di Brabante lo ius Brabantinum, un documento secondo il quale, nel ducato di Brabante, in mancanza di eredi maschi, anche le donne potevano essere considerate eredi legittimi.
Nel 1354, Giovanni III fece testamento, stabilendo che sua figlia Giovanna avrebbe ereditato la sovranità su tutti i suoi territori e che Margherita e Maria avrebbero invece ricevuto dei sussidi finanziari. Sebbene Giovanni III non fosse il primo duca della zona a essersi avvalso dei principi dello ius Brabantinum, diversi signorotti locali si opposero a tale decisione. Tuttavia, quando il 5 dicembre 1355 Giovanni III morì, la figlia Giovanna gli succedette al trono come duchessa del Brabante, proprio come le sue ultime volontà pattuivano. Ad ogni modo, dopo che Giovanna si impossessò ufficialmente del ducato, Luigi II e Reginaldo III, rispettivamente mariti di Margherita e Maria, pretesero da parte della neo-duchessa una spartizione (che nel diritto tedesco dell'epoca era chiamata susterdeylinghe, letteralmente "accordo tra sorelle") del Ducato di Brabante, di cui una parte doveva essere concessa alle sue sorelle.

## Scontro
Il 15 giugno 1356, Luigi II dichiarò guerra al Ducato di Brabante, invadendo il suo territorio. Inizialmente, l'esercito fiammingo ottenne diversi successi, assediando e conquistando Bruxelles, la capitale del ducato, ed espugnando, entro la fine di agosto, Malines, Lovanio, Vilvoorde, Anversa, Grimbergen, Tienen e Nivelles. A questo punto, Giovanna si ritirò insieme al marito Venceslao I di Lussemburgo a Binche e, dopo che anche quella città si arrese a Luigi, a Boscoducale. Nel frattempo, anche Reginaldo III entrò in guerra con Giovanna, approfittando della delicata situazione brabantina. Tuttavia, sempre nel 1356, i due siglarono una pace, nella quale Reginaldo riconobbe ufficialmente Giovanna come duchessa, mentre in cambio quest'ultima gli cedette la città di Turnhout impegnandosi a versargli un pagamento annuale.
Al fine di fermare le rapide conquiste di Luigi II, Venceslao I, marito di Giovanna, chiese il sostegno militare di suo fratello: l'imperatore Carlo IV, il quale accettò la richiesta nell'ottobre del 1356. Venuti a conoscenza della nuova alleanza brabantino-imperiale, a Bruxelles ebbe si verificò una violenta rivolta che scacciò l'esercito fiammingo che occupava la città. Ispirati dal tumulto dei brussellesi, molte altre città del Brabante si ribellarono al nuovo dominio di Luigi II. A questo punto, la situazione si ribaltò e il Ducato di Brabante e la Contea delle Fiandre entrarono in una situazione di stallo, che durò per circa otto mesi.
Successivamente, il 4 giugno 1357, Giovanna e Luigi II sottoscrissero nella città di Ath e alla presenza di Guglielmo I di Baviera un trattato di pace, nella quale si stabilì che Luigi riconosceva ufficialmente Giovanna come duchessa, mentre quest'ultima donava al primo le città di Malines e Anversa.